# Favre
Favre ist ein Familienname.

## Herkunft und Bedeutung
Favre ist ein ursprünglich berufsbezogener französischer Familienname, abgeleitet von dem lateinischen faber mit der Bedeutung „Schmied“.

## Namensträger
- Adeline Favre (1908–1983), Schweizer Hebamme
- Adrien Favre (1905–1992), Schweizer Politiker
- Alice Favre (1851–1929), Schweizer Philanthropin und Frauenrechtlerin
- Alphonse Favre (1815–1890), Schweizer Geologe
- Anthony Favre (Telemarker) (* 1970), französischer Skisportler
- Anthony Favre (Fussballspieler) (* 1984), Schweizer Fußballspieler
- Antoine Favre (Architekt) († 1757), Schweizer Architekt
- Antoine Favre (Jurist) (1897–1974), Schweizer Jurist und Politiker (CVP)
- Antoine Favre (Rechtsgelehrter) (1557–1624), savoyardischer Rechtsgelehrter
- Antoine Favre (Komponist) (um 1670 bis um 1739), französischer Komponist
- Antoine Favre-Salomon (1734–1820), Uhrmacher, Erfinder der Musikdose
- Antoine Favre (Uhrmacher) (1767–1828), Uhrmacher, Sohn von Favre-Salomon, bisweilen ebenfalls als Erfinder der Musikdose bezeichnet

- Aurelia Favre (* 1949), Schweizer Politikerin
- Bernard Favre-Bulle (1956–2008), Schweizer Elektrotechniker
- Betty Favre (1918–1977), Schweizer Alpinistin und Autorin
- Brendan Favre (* 1999), schweizerischer Basketballspieler
- Brett Favre (* 1969), US-amerikanischer American-Football-Spieler
- Carlo Favre (* 1949), italienischer Skilangläufer
- Charles Favre († 1553), französischer Theologe und Märtyrer, siehe Fünf Märtyrer von Lyon
- Charles Favre (* 1957), Schweizer Politiker (FDP)
- Charles Favre (Mathematiker) (* 1973), französischer Mathematiker
- Cristina Favre-Moretti (* 1963), Schweizer Skibergsteigerin
- Corinne Favre (* 1968), französische Skibergsteigerin und Bergläuferin
- Dominique Favre (* 1946), Schweizer Jurist
- Edmée Buclin-Favre (* 1927), Schweizer Juristin und Frauenrechtlerin
- Edmond Favre (1812–1880), Schweizer Jurist und Politiker
- Florian Favre (* 1986), Schweizer Jazzmusiker
- Frédéric Favre (* 1979), Schweizer Politiker (PLR)
- Guillaume Favre (1770–1851), Schweizer Offizier, Privatgelehrter und Politiker
- Guillaume Favre (Schriftsteller) (* 1979), Schweizer Schriftsteller
- Henri Favre, Schweizer Radsportler
- Henry Favre (1901–1966), Schweizer Wasserbauingenieur
- Jacques Favre (1921–2008), französischer Fußballspieler und -trainer
- Jacques Favre (Architekt) (1921–1973), Schweizer Architekt
- Jean-Baptiste Favre (1727–1783), französischer Schriftsteller okzitanischer Sprache
- John Favre (1911–1983), Schweizer Manager
- Jules Favre (1809–1880), französischer Politiker
- Julie Favre (1833–1896), französische Pädagogin
- Laurent Favre (* 1972), Schweizer Politiker (FDP)
- Louis Favre (1826–1879), Schweizer Bauingenieur
- Louis-Eugène Favre (1816–1861), Schweizer Politiker und Richter
- Lucien Favre (* 1957), Schweizer Fußballspieler und -trainer
- Michel M. Favre (* 1940), Schweizer Manager
- Nelly Schreiber-Favre (1879–1972), Schweizer Juristin
- Oliver Favre, Schweizer Skispringer
- Patrick Favre (* 1972), italienischer Biathlet
- Philippe Favre (1961–2013), Schweizer Automobilrennfahrer
- Pierre Favre (1506–1546), französischer Jesuitenpriester, siehe Peter Faber
- Pierre Favre (Schlagzeuger) (* 1937), Schweizer Jazz-Schlagzeuger und Perkussionist
- Pierre Favre (Politikwissenschaftler) (* 1941), französischer Politikwissenschaftler
- Pierre Antoine Favre (1813–1880), französischer Chemiker
- Titus de Favre († 1745), deutscher Architekt und Baubeamter wallonischer Herkunft
- Valérie Favre (* 1959), Schweizer Künstlerin und Hochschullehrerin
- Valérie Favre Accola (* 1973), Schweizer Politikerin (SVP)
- William Favre (1843–1918), Schweizer Politiker und Mäzen
- Willy Favre (1943–1986), Schweizer Skirennläufer
- Yves-Alain Favre (1937–1992), französischer Romanist und Literaturwissenschaftler

Unternehmen
- Favre-Leuba, Schweizer Uhrenhersteller